# سحابة أورط

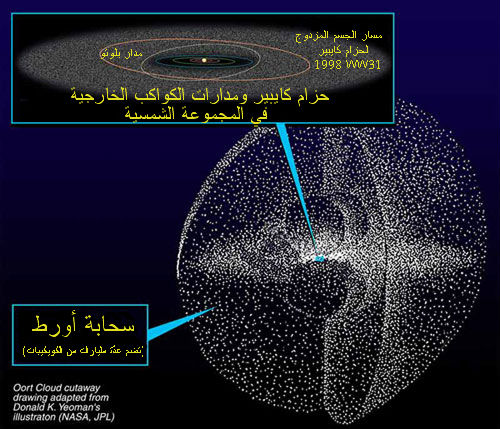
رسم توضيحي لسحابة أورط، وسحابة هيل وحزام كايبر

سحابة أورط (بالإنجليزية: Oort cloud)‏ هي سحابة تحيط بالمجموعة الشمسية. تعتبر السحابة (مع حزام كايبر) المصدر الرئيسي للمذنبات. تحتوي على آلاف الكويكبات.

## سحابة أورط وسبب التسمية
سحابة أورط هي سحابة كروية هائلة تحيط بالنظام الشمسي وتمتد لمسافة ثلاث سنوات ضوئية، وتقع على بعد حوالي 30 تريليون كيلومتر من الشمس، هذه المسافة الشاسعة تعتبر على حافة جاذبية الشمس.
اقترح الفلكي الهولندي جان أورت عام 1950 وجود هذه السحابة الدائرية الضخمة على حافة النظام الشمسي، والتي أصبحت تعرف لاحقاً نسبة إليه باسم «سحابة أورط».
وقد اكتشف جان سحابة بدراسته لمدارات المذنبات التي تأتي من حافة النظام الشمسي. يُعتقد أن هذه السحابة هي بقايا من القرص الكوكبي الأولي الذي تكون حول الشمس قبل 4.6 مليارات سنة، حيث انحرفت مدارات أجرام القرص تحت تأثير جاذبية الكواكب حتى قذفت إلى هذه المنطقة.
وتعتبر الحافة الخارجية لهذه السحابة (والتي تقع على بُعد سنة ضوئية واحدة تقريباً من الشمس) الحدود الخارجية للنظام الشمسي، حيث يَنتهي التأثير الجذبي والفيزيائي للشمس على الوسط البينجمي حولها.
ويُعتقد أن سحابة أورط تحتوي ما يَتراوح من 0.1 إلى ترليوني جسم جليدي في مدارات حول الشمس.

## تركيب سحابة أورط
داخل هذه السحابة توجد المذنبات التي تعبر مليارات الكيلومترات، وهذه الأجسام مرتبطة بجاذبية ضعيفة للشمس، ويمكن أن تؤثر على مداراتهم نجوم أو أية قوة أخرى ويمكن أن تغير من مداراتهم ومسارتهم بكل سهولة، هذه القوة أو تلك ترسلهم إلى النظام الشمسي الداخلي أو إلى الفضاء الخارجي البعيد، هذه هي حقيقة المذنبات الموجودة على الحافة الخارجية للسحابة أورط.
تركيب الغيمة يعتقد أن تشتمل على مركز كثيف بشكل نسبي الذي تمدد قرب مستوى الدائرة الظاهرية للشمس وملئت الحدود الخارجية بشكل تدريجي مكونة حالة ثابتة، سدس من ستة تريليون جسم أو مذنب ثلجي تقريبًا في المنطقة الخارجية والبقية في المركز الكثيف نسبيًا.
وهناك قلق من عبور نجم آخر من خلال سحابة أورط أو حتى بالقرب منها - لما لهذا من تأثيرات على الغيوم العملاقة ومد هذه القوة، إن السحابة العملاقة إلى حد كبير لها كثافة هائلة أكثر من الشمس حيث أن تراكم وتجمع الهيدروجين البارد هو المكان الملائم لولادة النجوم والأنظمة التابعة لها مثل النظام الشمسي، لكن هذا يحدث بشكل نادر وكل حولي 300 إلى 500 مليون سنة، لكن عندما يصادف حدوث هذا يمكن أن يعيد ذلك عملية توزيع المذنبات بقوة خلال تلك السحابة.

## أورط وقوة المد
قوة المد التي تؤثر على سحابة أورط تتولد من نجوم درب التبانة وبعض التأثير من مركز المجرة والمد الناتج عن الشمس والمذنبات التي تكون على مسافات مختلفة من هذه الكميات الهائلة للمادة، القوة على المذنبات من هذا المد أعظم من القلق من مرور نجوم بالقرب من السحابة، والمذنبات التي تكون ما بعد 200,000 وحدة فلكية من السهل فقدانها في الفضاء السحيق، هذا التّأثير يساهم في ثبات حالة المذنبات الخارجية التي تتوزع بشكل عشوائي بعيدًا عن الدائرة الظاهرية للشمس.

## كتلة المذنبات
الكتلة الكلية للمذنبات في سحابة أورط يعتقد أن تكون 40 مرة من كتلة الأرض، هذه المسألة تجعلنا نعتقد أنها تكونت ونشأت في مكان مختلف بعيد عنا، هذا يوضح تنوع البنية الملاحظة في المذنبات.
تعتبر سحابة أورط هي مصدر المذنبات ذات المدارات الطويلة ومن المحتمل أيضًا أن تكون للمذنبات المتوسطة ذات الميل الأعلى والتي قد جذبت في مدارات أقصر للكواكب، مثل هالي وسويفت توتال. والمذنبات يمكن أن تغير وتعدل من مداراتها أيضًا بسبب تدفق وانبعاث الغاز والغبار من على سطحها الثلجي كلما اقتربت من الشمس. ويمكن أيضًا أن تفقد المذنبات مسارتها وتضيع في الفضاء ومنها ما لديها مدارات على نحو واسع من 200 سنة إلى مرة كل مليون سنة أو أكثر. أما المذنبات التي تدخل المنظومة الشمسية لأول مرة تكون قد جاءت من مسافة متوسطة تبلغ 44,000 وحدة فلكية أو تزيد.
المذنبات ذات الفترات الطويلة يمكن أن تظهر في أي وقت وتأتي من أي جهة، والمذنبات الساطعة يمكن أن تكون مرئية عادة كل 5 إلى 10 سنوات، اثنان من مذنبات سحابة أورط هما هياكوتاك وهال بوب، هياكوتاك كان متوسط في الحجم، لكنه أقترب إلى مسافة 15,000,000 كيلومتر من الأرض، الذي جعله يظهر بشكل رائع.
على العكس من ذلك مذنب هال بوب فقد كان مذنب كبير وديناميكي بشكل غير عادي، عشر أضعاف المسافة التي يكون بها بعد هال عن الشمس، تجعله يظهر ساطعًا تمامًا ومع ذلك لم يقترب من الأرض أكثر من 197,000,000 كيلومتر.

## سحابة أورط والدرسات العلمية
دراسة سحابة أورط أعطت تفسيرًا للأسئلة القديمة عن «ماهية المذنبات، ومن أين تجيء» في عام 1950 استنتج فلكي هولندي وجود السحابة من بعض الأدلة الفيزيائية لمذنبات الفترة الطويلة التي تدخل نظامنا الشمسي، هذا الفلكي الهولندي هو الذي فسر دوران مجرة درب التبانة في عام 1920 وفسر تنوع مدارت المذنبات مع 19 مدار محددة بشكل جيد ونجح في معرفة من أين تأتي هذه المذنبات، وأيدت البيانات التي تجمعت تفسيراته، ليؤسس ويوسع معرفتنا بسحابة أورط.
مع أن هذه السحابة لم ترصد مباشرة قط قبل الآن، فإن وجودها مقبول على نطاق واسع في المجتمع العلمي. وبسبب أنها أبعد بكثير من حزام كايبر، فهي لم تستكشف أبدًا من قبل. وفي الحقيقة، لا توجد فرصة للعلماء لاستكشافها عن قرب وإثبات وجودها في المستقبل القريب. بما أنه لم يَتم إلا قبل بضع سنوات إطلاق مركبة إلى حزام كايبر، فليس من الراجح أن يَتم إطلاق واحدة إلى سحابة أورط قبل عقود عديدة في أفضل الأحوال.

## اقرأ أيضا
- مد وجزر المجرات
- هجرة الكواكب
- حد روش